# Oberschönhagen
Oberschönhagen este o localitate care este situată la 7 km de orașul Detmold, de care aparține, Nordrhein-Westfalen, Germania. Localități vecine sunt:  Diestelbruch si Niederschönhagen.